# Hosszútóthy László
Hosszútóti Hosszútóthy László (Szarkaháza, 1590 körül – Szepeshely?, 1647. december 28. vagy 1648. január 13.) püspök.

## Életútja

A Hosszútóthy család címere

Az ősrégi nemesi hosszútóti Hosszútóthy családnak a sarja. Apja Hosszútóthy Farkas (fl. 1564–1571), Veszprém vármegye alispánja, földbirtokos, anyja ostffyasszonyfai Ostffy Orsolya (fl. 1579) volt. Az apai nagyapja hosszútóti Hosszútóthy György (fl. 1477–1528), Veszprémi alispán, isztambuli követ, földbirtokos volt. Az anyai nagyszülei ostffyasszonyfai Ostffy László, Veszprém vármegye alispánja, földbirtokos, és Essegváry Borbála voltak. 
1606. január 16-án Rudolftól a szepesi prépostságot kapta azzal a kikötéssel, hogy folytassa megkezdett tanulmányait. Grácban filozófiát és teológiát, 1611. június 23-tól a Ferdinandeumban fizikát hallgatott, tudását Rómában tökéletesítette. 1614. november 2-án pappá szentelték, átvette a prépostságot. Bethlen Gábor hadai elől 1619-ben Podolinba, majd Nagyszombatba menekült, 1623-ban tért vissza székhelyére, ahol ekkor Beczkóy Jakab élvezte a prépostság jövedelmeit. Állandó pénzzavarában 1630. június 26-án Pázmány Pétertől megkapta a liptói prépostságot. 
1631. június 7. és 1633. október 24. között erdélyi püspök, de ez csupán cím maradt, nem járt Erdélyben. 1633. október 24-től 1646. április 23-ig váradi püspök. VIII. Orbán pápa 1639. december 19-én erősítette meg. 1642-ben újjáépíttette a villámcsapástól elpusztult prépostsági épületeket; I. Rákóczi György hadai elől Podolinba menekült, ahonnan 1646 januárjában tért vissza Szepeshelyre. Visszakövetelte a lefoglalt egyházi javakat, megindította az ellenreformációt. Királyi követ is volt az erdélyi fejedelem udvarában.
1646. április 3-tól váci püspök, 1647-ben a Lengyelországban járt határkiigazító bizottság tagja. 1648-ban hunyt el. Sírja a szepesi prépostság templomában található Szapolyai sírja és az olvasóemelvény között.